# Luigi Mozzi
Luigi Mozzi de' Capitani (Bergamo, 26 maggio 1746 – Oreno, 24 giugno 1813) è stato un presbitero e gesuita italiano.

## Biografia
Luigi Mozzi nacque a Bergamo dal conte Giambattista dei Capitanei di Mozzo, e dalla contessa Concordia Zanchi, che affidarono la sua prima educazione a don Giovanni Arrigoni, per entrare nell'istituto dei gesuiti di Monza dal 1750 al 1752.
Entrò nella Compagnia di Gesù nel 1763, proseguendo poi gli studi di retorica prima presso il collegio san Girolamo di Milano, e di filosofia nel collegio della Brera (1766-1769) presentando anche al suo superiore generale Lorenzo Ricci la richiesta di essere inviato in missione in estremo oriente. In questo periodo scrisse anche un testo intitolato Tavole astronomiche e gnomoniche che però non fu mai pubblicato. Fu nominato insegnante presso il Collegio dei Nobili..
Nel 1793 causa la soppressione della compagnia di Gesù con l'occupazione francese fece ritorno nella città natale, dove proseguì negli studi sotto la guida del vicario generale, l'antigiansenista Giovanfrancesco Rovetta. Fu proprio in questo periodo di studi che approfondì la sua conoscenza e la sua opposizione al movimento cattolico ideato da Cornelius Otto Jansen nel XVII secolo, tanto da portarlo a tradurre molti testi dal francese all'italiano..
Fu quindi ordinato sacerdote a Bergamo, forse di nascosto nel 1776, e nominato esaminatore prosinodale e canonico del capitolo della basilica di Sant'Alessandro, e deputato alla disciplina ecclesiastica ed esaminatore dei candidati al sacerdozio con Marco Celio Passi.
La sua prima pubblicazione fu nel 1780 la traduzione dal francese di Jean-Fumel che più volte fu ristampata, e l'anno successivo La Vera idea del giansenismo fu dedicata al cardinale Luigi Valenti Gonzaga. La pubblicazione lo portò a trovarsi in disaccordo con Viatore da Coccaglio, Giovanni Girolamo Calepio, Antonio Tommaso Volti e Giuseppe Pivati legati al giansenismo di Bergamo.
Nominato arciprete della cattedrale, istituì la congregazione dei Romiti della Carità mettendo quale direttore don Lorenzo Tomini, sostenendo inoltre la fondazione del Collegio apostolico dei gesuiti di Maria Antonia Grumelli, monaca riformatrice del monastero di Santa Grata in via Arena. Nel 1796 istituì una scuola serale nella propria abitazione per quelli che non potevano seguire le lezioni diurne, probabilmente la prima in Europa.. Ma durante l'occupazione francese la sua attività apostolica giovanile spaventava le autorità, fu quindi posto agli arresti domiciliari per esser poi arrestato e condotto nel Castello, poi nel monastero di San Bartolomeo, e infine liberato.
Durante il processo a Niccolò Paccanari intentatogli dal Santo Uffizio tra il 1801 e il 1808, fu tra i principali accusatori.
Per lo zelo con cui si oppose i progressi del giansenismo in Italia, fu chiamato a Roma da Papa Pio VI, dove divenne un missionario apostolico e prefetto dell'Oratorio del Caravita.
Fu eletto membro dell'Accademia dell'Arcadia. Nel 1804 si riavvicinò alla Compagnia, dopo la restaurazione a Napoli. Si ritirò nella residenza del marchese Scotti vicino a Milano, dove morì, dopo una lunga malattia il 24 luglio del 1813.

## Opere
- Vera idea del Giansenismo (1781)
- Trattenimenti familiari fra una dama cattolica e un theologo giansenista sopra la proibizione dei libri, (1790)
- Storia compendiosa dello scisma della Chiesa Nuova d'Utrecht, (Ferrara, 1785)
- Storia delle revoluzioni della Chiesa d'Utrecht, (Venezia, 1787)
- Compendio storico-cronologico... sopra il Baianismo, Giansenismo e Quesnellismo, (Foligno, 1792)
- Il falso discepolo di S. Agostino e di S. Tommaso convinto d'errore, (Venezia, 1779)

Ha tradotto dall'inglese Fifty Reasons for preferring the Roman Catholic Religion, (Bassano 1789) di Antonio Ulrico di Brunswick-Lüneburg, e dal francese Les projets des incredules pour la ruine de la religion, dévoilés dans les oeuvres de Frédéric, roi de Prusse, (Assisi, 1791).